# GNU linker
GNU linker est l'implémentation libre de la commande UNIX ld par le projet GNU. Cet outil est distribué avec GNU Assembler dans le paquet logiciel GNU Binary Utilities (binutils).
Sur UNIX et ses dérivés, tel que GNU, la commande ld lance l'éditeur de liens qui crée un fichier exécutable ou une bibliothèque logicielle à partir des fichiers objets créés pendant la compilation. Le nom de la commande est, à l'origine, une abréviation du mot anglais load (charger).
Le fichier généré a en général le format ELF (remarque : le man mentionne aussi le format PE de Microsoft). Selon le type de processeur de la machine cible, le fichier généré sera little endian ou big endian ; en particulier, pour x86, ce sera little endian.